# اسماعیل همتی
اسماعیل همتی (زادهٔ ۲۴ تیر ۱۳۳۴ در سمنان) شاعر و نمایشنامه نویس ایرانی است.
او دارای فوق لیسانس کارگردانی نمایش و پژوهشگر و مدرس ادبیات دراماتیک در دانشگاه است.

## آثار
وی تاکنون بیش از ۵۰ اثر شامل نمایشنامه، شعر و آثار پژوهشی و آموزشی در زمینه شاهنامه و ادبیات کهن و کودکان تألیف و منتشر کرده‌است. از مطرح‌ترین نمایشنامه‌های او می‌توان به «شب بارانی»، «سفری برای آرش» و «خاطرات یک گاو جنون زده» اشاره کرد. خاطرات یک گاو جنون زده توسط اتحادیه ناشران عرب به زبان عربی نیز چاپ و منتشر شده‌است.
مطرح‌ترین دفتر شعر او نیز «حتی باد در خدمت عاشقان است» و «از عشق و نگرانی و وطن» می‌باشد که «حتی باد...» در سال ۱۳۶۸ منتشر شد اما در سال ۱۳۷۳ اجازه چاپ دوم را نگرفت؛ در عوض کتاب «از عشق و...» در ماههای نخست انتشارش به چاپ دوم رسید و در سال ۹۴ چاپ سوم آن در قطع جیبی عرضه شد. او همچنین ویراستاری تعدادی از کتاب‌های منتشر شده در ایران را بر عهده داشته‌است. همچنین چند اثر تجربی آموزشی در زمینه داستان و نمایشنامه از وی منتشر شده که از میان آن‌ها می‌توان از کتاب «دعوت به روایت» نام برد که در ۲ دی ۱۳۸۷ در مراسمی در سمنان، رونمایی شد. برخی از آثار او از این قرارند:

### شعر
- آی با توام (انتشارات پگاه) ۱۳۵۶
- از باغ‌های نرگس سمنک (نشر محیط) ۱۳۶۴
- حتی باد در خدمت عاشقان است (نشر کومش) ۱۳۶۸
- از عشق و نگرانی و وطن (کتاب سمنگان) ۱۳۹۰ [۴]

### داستان
- قصه حضرت یوسف پسر یعقوب (ویرایش برای نوجوانان) - انتشارات آبرخ (چاپ اول: ۱۳۸۵)
- داستان‌هایی برای سه‌شنبه (نمونه آثار داستان‌نویسان جوان) - انتشارات آبرخ (چاپ اول، ۱۳۸۶)
- شنبه‌ها ۵ بعد از ظهر، فرهنگسرای کومش (نمونه آثار جوانان) - نشر بوستان اندیشه (چاپ اول، ۱۳۸۶)
- رنج‌ها و امیدهای مقدس آدا و ویسا (یک داستان برای نوجوانان) - دفتر نشر کتاب سمنگان (چاپ اول: ۱۳۸۹)
- دعایی برای بمانی - (چاپ اول: ۱۳۹۲)
- لواشک و ماه (مجموعه داستان) - (چاپ اول: ۱۳۹۳)

### نمایش‌نامه
- شب بارانی (نمایشنامه)، جلد اول: انتشارات نمایش، ۱۳۶۷، جلد دوم: به‌همراه انگشتر، نشر سبزآرنگ، ۱۳۷۸
- روایتی دیگر از داستان ضحاک (نمایشنامه) - انتشارات آهو (چاپ اول: ۱۳۶۹، چاپ دوم: ۱۳۷۲)
- هفت داستان نمایشی (برای نوجوانان) - انتشارات محیا (چاپ اول: ۱۳۷۵، چاپ دوم: ۱۳۷۶)
- سفری برای آرش (نمایشنامه) - انتشارات نقش هستی (چاپ اول: ۱۳۷۶)
- اهالی محترم (نمایشنامه) - انتشارات سبزآرنگ (چاپ سوم: ۱۳۷۸)
- وقوع عشقی بزرگ در کوچه‌ای کوچک (نمایشنامه) - نشر انتظار جاوید (چاپ چهارم: ۱۳۸۹)
- خاطرات یک گاو جنون‌زده (یک تک‌گویی بلند) - نشر گفتگو (چاپ سوم: ۱۳۸۵)/ انتشار به عربی: دمشق ۱۴۲۱هـ. ق.
- داستانی پر آبِ چشم (نمایشنامه) - انتشارات سبزآرنگ (چاپ دوم: ۱۳۷۸)
- بحران در پیاده‌روها (نمایشنامه) - انتشارات سبزآرنگ (چاپ دوم: ۱۳۷۸)
- دوازده داستان نمایشی برای اینی و اونی (برای خواندن و اجرای نمایش در مدارس) - کتاب سمنگان (چاپ اول: ۱۳۹۰)
- پهلوانان و بازوبندی برای بازوهای بریده (نمایشنامه) - کتاب سمنگان و انتشارات نمایش (چاپ اول: ۱۳۸۹)

### آموزشی
- بچه‌ها هم می‌توانند قصه بسازند (گزارش یک تجربه)، انتشارات مدرسه (چاپ سوم: ۱۳۸۳)
- آشنایی با ادبیات باستانی ایران و جهان، کتاب سمنگان (چاپ اول: ۱۳۸۹)
- دعوت به روایت (کارگاه شناخت، آفرینش و نگارش داستان، نمایشنامه و فیلمنامه)، (چاپ دوم: ۱۳۸۹)
- کودک و قصه (روش‌های آفرینش قصه با کودکان و نوجوانان)، انتشارات مدرسه (چاپ اول: ۱۳۸۹)
- تمرین خلاقیت (روش‌های رشد ذهن و پرورش خلاقیت کودکان)، نشر قطره (چاپ اول: ۱۳۸۹)
- کودک و نمایش (روش‌های آفرینش نمایش با کودکان و نوجوانان)، کتاب سمنگان (چاپ اول: ۱۳۹۰)
- کودک؛ قصه و نمایش (روش‌های آفرینش داستان و نمایش کودک)، دانشگاه آزاد اراک (چاپ اول: ۱۳۸۲)
- گفتاری در بازشناسی روایت، انتشارات سمنگان (چاپ اول: ۱۳۹۷)
- پنجره‌ای به نمایش و نمایشنامه عروسکیانتشارات سمنگان (چاپ اول: ۱۳۹۷)

### پژوهش‌ها و ویرایش‌ها
- سمنان؛ سرزمین گویش‌ها (مجموعه آثار نخستین جشنوارهٔ گویشهای سمنان)، بوستان اندیشه (چاپ اول: ۱۳۸۶)
- کومش؛ سرزمین هزار گویش (مجموعه آثار و مقالات فرهنگ و گویشهای استان سمنان)، کتاب سمنگان (چاپ اول: ۱۳۸۹)
- داستان پیامبران (ویراسته ترجمه تفسیر طبری)، نشر ثالث (چاپ دوم: ۱۳۸۹)
- از ادبیات بومی چارسویه سمنان (نمونه آثار از گویشهای استان سمنان)، کتاب سمنگان (چاپ اول: ۱۳۹۰)
- شاهنامه‌ی داستان‌ها (گُزیده‌ای دیگرگون از شاهنامهٔ فردوسی)، انتشارات کتاب سمنگان و آبرخ (چاپ دوم، ۱۳۹۰)
- آشنایی با ادبیات باستانی ایران و جهان - (چاپ اول: ۱۳۹۲)
- از ادبیات بومی چهارسویه سمنان - (چاپ دوم: ۱۳۹۴)
- از فرهنگ و گویشهای کومش - (چاپ اول: ۱۳۹۴)

### ویژه کودکان و نوجوانان
- صداهای کوچه‌ی نرگس‌ها (پنج فیلمنامه داستانی) انتشارات فتح (چاپ دوم: ۱۳۷۷)
- این منم طاووس (دو نمایشنامهٔ عروسکی)، انتشارات مدرسه (چاپ دوم: ۱۳۸۱)
- موجودی به نام اولی (یک داستان برای کودکان)، کتاب سمنگان (چاپ چهارم: ۱۳۸۹)
- موجودی به نام اَه (یک داستان برای نوجوانان)، کتاب سمنگان (چاپ اول: ۱۳۸۹)
- بامانی‌ها (یک داستان برای نوجوانان)، کتاب سمنگان (چاپ اول: ۱۳۸۹)
- موجودی به نام نه (یک داستان برای نوجوانان)، کتاب سمنگان (چاپ اول: ۱۳۸۹)
- موجودی به نام گول (یک داستان برای نوجوانان)، کتاب سمنگان (چاپ اول: ۱۳۸۹)
- مهربان مهربان است (یک داستان بلند)، کتاب سمنگان (چاپ هفتم: ۱۳۸۹)[۵]
- از گنجشکهای همسایه کویر - (چاپ اول: ۱۳۹۳)
- یادگار تپه دو برارون - (چاپ اول: ۱۳۹۳)
- یک پیاله آب برای مادر - (چاپ اول: ۱۳۹۳)
- یک خبر تازه برای یک بچه آهو - (چاپ اول: ۱۳۹۳)
- بامانی ها و چند موجود دیگر - (چاپ اول: ۱۳۹۳)
- قصه به، را و دیگران - (چاپ اول: ۱۳۹۴)
- آنچه دوست دارم و دوست ندارم (به صورت دوزبانه فارسی و انگلیسی با برگردان "رضا لعلی") - (چاپ اول: ۱۳۹۵)

## حرفه و فعالیت‌ها
او افزون بر عضویت در انجمن نمایش ایران، انجمن نمایشنامه نویسان ایران و انجمن نویسندگان کودک و نوجوانان ایران به مدت ۲ سال رئیس انجمن اهل قلم سمنان بود. وی در این مدت افزون بر تشکیل کارگاه‌های داستان‌نویسی، نسبت به گردآوری آثار جوانان سمنانی و چاپ و انتشار آن‌ها اقدام کرد. این آثار در قالب دو کتاب «داستان‌هایی برای سه‌شنبه» (نشر آبرخ - کتاب سمنگان) و «شنبه‌ها ۵ عصر؛ فرهنگسرای کومش» (نشر بوستان اندیشه) منتشر شده‌است.
همتی در کلاس‌های فوق برنامه داستان‌نویسی دانشگاه آزاد اسلامی واحد اراک نیز در سال‌های 75 تا 80 خورشیدی اقدام به چاپ و انتشار مجموعه داستان‌های دانشجویان با نام «داستان‌های دوشنبه» نموده بود.
او علاوه بر سال‌ها تدریس ادبیات دراماتیک در در دوره‌های مختلف دانشگاهی، چهار سال عضویت در هیئت علمی و دو سال مدیریت دپارتمان رشته نمایش در دانشگاه آزاد اراک  را در کارنامه خود دارد. او اکنون ضمن مدیریت مؤسسه فرهنگی سمنگان، دبیری «جایزه ادبی آهوی کومش» را به عهده دارد که تاکنون سه دوره آن برگزار گردیده است.